# Parti national réunifié

Le Parti national réunifié (Herenigde Nasionale Party of Volksparty en afrikaans - HNP) est le nom d'usage du parti national d'Afrique du Sud entre 1940 et 1951. Le HNP fut constitué à la suite de la réconciliation entre le parti national dit purifié et les partisans de James Barry Hertzog, démissionnaires du parti uni. La réconciliation est cependant inaboutie puisqu'une partie des partisans d'Hertzog, sous la conduite de Nicolaas Havenga, créeront un parti conservateur concurrent, le parti afrikaner. 
En 1948, la coalition du HNP et du parti afrikaner remportent les élections législatives avant que les deux mouvements ne fusionnent en 1951 pour reformer officiellement le parti national d'origine.

## Idéologie
Lors de sa fondation, l'idéologie du parti national est axée autour de l'indépendance nationale de l'Union sud-africaine, corrélativement de la lutte contre l'impérialisme britannique ainsi que du droit à l’autodétermination des peuples de langue afrikaans (les Afrikaners). Le nationalisme afrikaner qu'il défend revendique l'équité et l'égalité de traitement entre les deux populations blanches de l'Union d'Afrique du Sud ainsi que le renforcement de la ségrégation dans les grands centres industriels urbains du Witwatersrand pour défendre le prolétariat blanc contre l'arrivée sur le marché du travail d'une importante masse salariale noire à bas coûts.
En 1940, le programme républicain national-chrétien du parti national réunifié (HNP) propose de rassembler, sous la tutelle afrikaner, les deux communautés blanches sud-africaines. Dans ce but, il met en sourdine, notamment à partir de 1943, ses revendications républicaines pour se focaliser sur la lutte contre le communisme, associé au libéralisme, et sur la question des relations raciales, une thématique qui a émergé sous l'influence de parlementaires libéraux qui souhaitent jeter les bases d'une société sud-africaine multiraciale. En opposition, le HNP propose la mise en place de l'apartheid, un nouveau concept assez vague présenté comme la clef de voute d'une nouvelle société dans laquelle les valeurs traditionnelles des Afrikaners seraient préservés et leur avenir assuré face au Rooi Gevaar (Péril noir). L'apartheid, présenté comme seul moyen d'assurer aux Afrikaners « la place dominante qui leur échoit en Afrique du Sud », devient la pierre angulaire de la politique du HNP, au pouvoir à partir de 1948. La séparation devient alors un dogme absolu où l'individu n'a existence que dans le cadre de sa communauté d'origine.

## Contexte
En 1934, la fusion du parti national avec le parti sud-africain avait abouti à la naissance du parti national uni d'Afrique du Sud, très rapidement appelé parti uni (united party - UP). Sous la conduite de Daniel François Malan, 19 députés du parti national avaient refusé cette fusion et s'étaient regroupés au sein d'un « parti national purifié » qui constitua alors l'opposition officielle au parlement. 
Le déclenchement de la Seconde Guerre mondiale en septembre 1939 divisa le gouvernement Hertzog entre les partisans de la neutralité et ceux de la participation au conflit. Le premier ministre, James Barry Hertzog, plaida pour la neutralité, soutenu par les députés du parti national purifié. Néanmoins, la motion de Hertzog fut rejetée par treize voix de majorité à la Chambre de l'Assemblée et Hertzog laissa ses fonctions de Premier ministre au vice premier ministre, Jan Smuts, partisan de la participation de l'Afrique du Sud à la guerre.

## Création du Parti national réunifié
Ce n'est que quelques jours plus tard après la démission d'Hertzog que dix mille manifestants anti-guerre se réunissent à Monumentkoppie près de Pretoria pour soutenir la réconciliation de l'ancien premier ministre et son ancien opposant, D.F. Malan. Un comité de réconciliation est créé pour parvenir à formaliser cette réconciliation. Le 27 novembre 1939, un accord est trouvé pour recréer le parti national. À la suite de l'approbation de cet accord par les caucus provinciaux, le Parti national réunifié (Herenigde Nasionale Party of Volksparty ou HNP) est créé le 29 janvier 1940 lors d'un congrès fondateur. L'idéal républicain est réaffirmé dans le programme du parti que Malan propose de voir diriger par Hertzog. Mais celui-ci refuse en raison de divergences de point de vue et de l'hostilité de plusieurs membres de la jeune génération nationaliste. 
En avril 1941, Malan est finalement désigné pour être le seul chef du nouveau parti tandis que plusieurs partisans d'Hertzog, mal à l'aise avec les nationalistes intransigeants du Transvaal et de l'Etat libre d'Orange, décident finalement de créer leur propre parti qu'ils appellent parti afrikaner.

## Du nationalisme afrikaner à l'apartheid

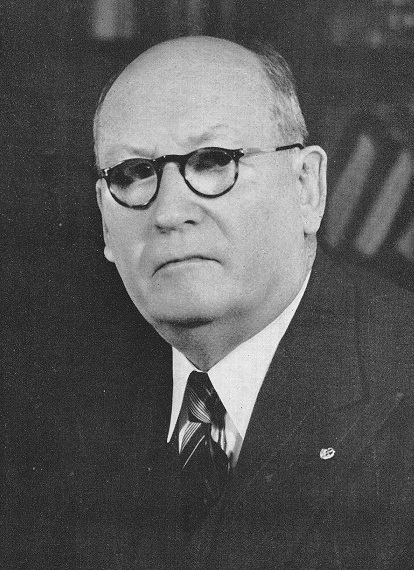
Daniel François Malan

Les années 1941 à 1943 sont politiquement difficiles pour D.F.Malan et le HNP. Le nationalisme afrikaner est divisé sur l'attitude à avoir envers les protagonistes de la Seconde Guerre mondiale. De nombreux afrikaners participent à l'effort de guerre ou participent au combat au côté des Britanniques sur tous les fronts, africains et européens. D'autres, sous la direction notable de Johannes Frederik Janse van Rensburg, un ancien partisan de Malan, s'organisent au sein de la belliqueuse Ossewabrandwag (sentinelle des chars à bœufs), un mouvement extrémiste nationaliste hostile à l'engagement sud-africain dans la guerre. D'autres à l'instar de l'ancien ministre Oswald Pirow fondent des organisations dissidentes explicitement pro-nazies. D'autres enfin s'engagent dans un nationalisme plus modéré et concurrent au sein du parti afrikaner de Nicolaas Havenga, le plus proche collaborateur de Hertzog. 
D.F. Malan, le chef du HNP, n'a pas d'attirance pour le nazisme ou le fascisme et rejette les idéologies totalitaires. Il défend l'idée que la démocratie est inhérente à l'héritage ouest-européen des Afrikaners et constitue un aspect inaliénable de leur identité nationale. En 1942, Malan rédige un projet de constitution publié dans les deux quotidiens de langue afrikaans (Die Burger au Cap et Die Transvaler à Johannesburg) où il évoque la ségrégation territoriale et l’inégalité entre Blancs et non-Blancs sur la base d'un « paternalisme chrétien », plaçant les premiers au-dessus des seconds.
Lors des élections de 1943, en remportant 42 sièges (+ 16) et 36 % des suffrages (contre 105 sièges au parti uni), le HNP gagne son bras de fer contre les dissidences extrémistes pro-nazies. Dans ces circonstances, le leadership de Malan et du HNP sur la cause nationaliste est renforcé et confirmé l'année suivante lors d'une élection partielle à Wakkerstroom où le Parti National réunifié fait tomber dans son escarcelle un bastion du parti uni. 
Malan entreprend alors de refonder le programme du HNP qu'il concentre plus particulièrement sur les mesures relatives à la situation raciale, au communisme, aux intérêts économiques de l'Union sud-africaine, au traitement de questions sociales comme la santé, l'alimentation, le logement et au retour des soldats en Afrique du Sud. En 1944, il expose la vision du HNP en matière de relations raciales et se réfère pour la première fois au terme d'Apartheid, un terme entré récemment dans la vocabulaire politique sud-africain et utilisé depuis le milieu des années 1930 par plusieurs intellectuels issus notamment de l'université de Stellenbosch. Se référant au néo-calvinisme néerlandais de Abraham Kuyper et à la philosophie de Johann Fichte, Malan considère que l'Afrique du Sud est un ensemble de nations qui doivent se développer séparément, conformément à leur culture et à leur histoire. En conséquence, les Afrikaners ont le droit et le devoir de se séparer des autres peuples. Faisant de ce principe de séparation un dogme, il lui confère une connotation quasi religieuse.
Au sortir de la Seconde Guerre mondiale, le Premier ministre Jan Smuts est en position de force, célébré comme un héros de guerre et comme une personnalité internationale reconnue qui a fait de l'Afrique du Sud un membre fondateur des Nations unies. Si Smuts est inattaquable au sein de son parti, D.F. Malan doit faire face, au sein du HNP, aux ambitions d'une nouvelle génération nationaliste dont le mot d'ordre est l'instauration immédiate de la République et la rupture des liens privilégiés avec la Grande-Bretagne. Ces républicains afrikaners, menés par un groupe d'hommes qui revendique leur intransigeance doctrinale, sont principalement issus du Transvaal (Johannes Strijdom) et du Free State (Charles Swart). Ils avaient notamment été, en 1940, responsables de la rupture avec James Barry Hertzog et mettent maintenant en péril l'accord électoral négocié avec ses héritiers regroupés dans le petit Parti afrikaner. Ainsi, aux tensions internes longeant des lignes régionales coïncident au HNP des tensions générationnelles.

### La bataille électorale de 1948
La campagne électorale des élections générales sud-africaines de 1948 se focalise sur la politique d'intégration ou de ségrégation des populations de couleurs, la politique d'immigration controversée du gouvernement et le rapport avec le communisme.
Si le gouvernement Smuts est blâmé pour les difficultés économiques survenues après ou à cause de la guerre comme le rationnement de l'essence ou du blé et la priorité donnée aux exportations de nourritures vers la Grande-Bretagne et les Pays-Bas, que le pays connait une forte inflation, une pénurie de viandes, de pain et de logements salubres, c'est pourtant le thème des relations entre Blancs et Noirs qui s'impose au premier plan de la campagne électorale, devant les revendications traditionnelles liées à la république et à l'indépendance. Ce changement de paradigme résulte de l'inquiétude de la population blanche vis-à-vis de l’urbanisation croissante de la population noire. Ainsi, depuis la fin de la Seconde Guerre mondiale, celle-ci est devenue majoritaire en zone urbaine. En 1947, la commission Fagan, mandatée par Smuts, préconise une libéralisation du système racial en commençant par l'abolition des réserves ethniques ainsi que la fin du contrôle rigoureux des travailleurs migrants. Pour le HNP, le gouvernement prépare l'avènement d'un gouvernement non dominé par les Blancs (le swart gevaar ou péril noir). 

En mars 1948, en réponse à la commission Fagan, la commission de Paul Sauer, mandaté par le HNP, préconise l'apartheid, qu'il définit par opposition à la politique d’« égalité » perçu comme l'engagement vers un suicide national. Le dogme de l'apartheid, forgé concrètement au sein du Broederbond, est ainsi présenté comme « garant de la paix raciale » et fondé sur des principes chrétiens d’équité et de justice. Si cette politique vise à pérenniser la domination politique, économique et sociale des Blancs d'Afrique du Sud, à renforcer la séparation avec les différents groupes raciaux autochtones en tant qu’entités nationales distinctes, elle n'est encore qu'un concept et non un plan d'ensemble prêt à l'emploi.
Dans le même temps, par nationalisme afrikaner, le HNP et ses alliés vilipendent aussi la politique d'immigration du gouvernement Smuts parce qu'il inciterait les Britanniques à venir s'installer dans le pays mettant ainsi en péril les emplois et la prépondérance des Afrikaners au sein de la communauté blanche. Ils s'en prennent aussi aux bonnes relations développées entre Smuts et Joseph Staline durant la guerre contre l'Allemagne nazie.

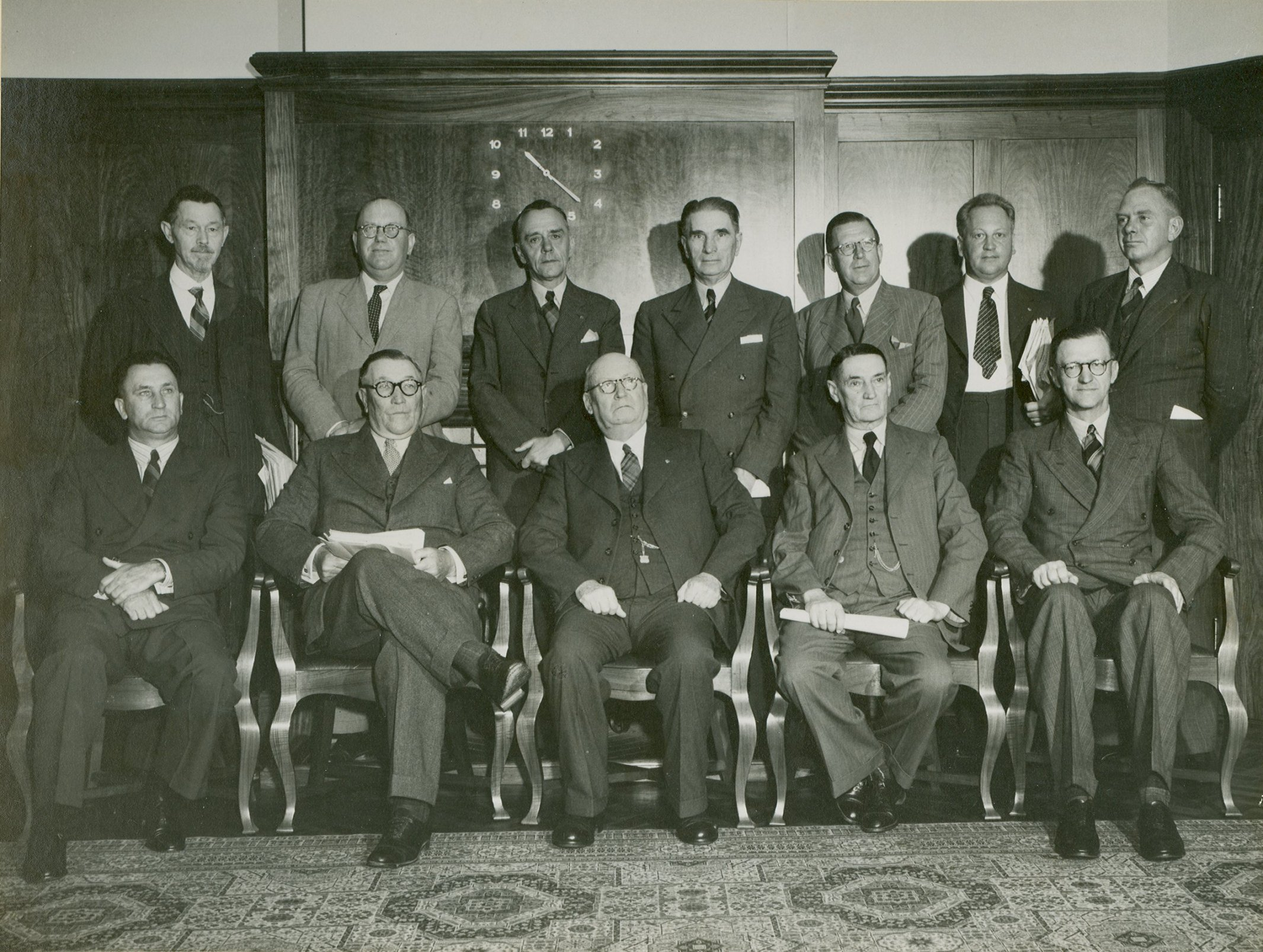
Le 1er gouvernement nationaliste en 1948, dirigé par DF Malan
au premier rang :JG Strijdom, Nicolaas Havenga, Daniel François Malan (Premier ministre), E.G. Jansen, Charles Swart
Au second rang : A.J. Stals, P.O. Sauer, Eric Louw, S.P. le Roux, Theophilus Dönges, François Christiaan Erasmus et Ben Schoeman

Une grande thématique institutionnelle du HNP passe ainsi au second plan durant ces élections : celle concernant la transformation du dominion en république et la dissolution des liens avec la Grande-Bretagne. La mise en sourdine des revendications républicaines révèle la volonté de Malan d'attirer vers son mouvement le vote modéré des anglo-afrikaners qui ne veulent pas couper les ponts avec l'ancienne puissance coloniale. En concédant que l'Afrique du Sud puisse encore rester un dominion au sein du Commonwealth, il peut obtenir le ralliement de nombreux partisans traditionnels du parti uni. 
Contre toute attente, les élections générales sud-africaines de 1948 sont remportées par la coalition formée par le HNP et le Parti afrikaner, majoritaire en sièges grâce au découpage des circonscriptions électorales favorables aux ruraux afrikaners, et du soutien des classes populaires blanches, méfiantes vis-à-vis d'un Jan Smuts trop distant, trop universaliste et trop éloigné des aspirations de l'Afrikaner de base. La victoire est cependant étriquée (5 sièges d'avance). La coalition est minoritaire en suffrages exprimés et est minoritaire au Sénat.
Quand D.F. Malan est nommé Premier ministre le 4 juin 1948, il forme un gouvernement comprenant exclusivement des Afrikaners, tous membres de l'Afrikaner Broederbond, à l'exception de deux d'entre eux, Eric Louw et Nicolaas Havenga (son vice-premier ministre et ministre des finances). Seuls trois membres du nouveau gouvernement (Malan, Havenga et Jansen) ont déjà eu une expérience ministérielle, les autres sont des novices.
Par tradition, le cabinet est censé reflété les contributions des différentes provinces à la victoire électorale. En l'occurrence, c'est le Transvaal qui a apporté la victoire au parti national. Ses représentants nationaux s'attendaient donc à obtenir au moins 5 sièges au sein du cabinet. Ils sont particulièrement déçus de constater qu'au contraire, D.F. Malan a préféré répartir les sièges ministériels en fonction du mérite et des compétences et non en fonction de la représentation provinciale. Ils sont encore plus dubitatifs quand ce principe de nomination au mérite récompense de nombreux intimes de Malan comme Paul Sauer, Theophilus Dönges ou encore François Christiaan Erasmus et que seuls Johannes Strijdom et Ben Schoeman se retrouvent à représenter le Transvaal. D.F. Malan offre cependant des sièges à leurs partisans d'autres provinces (Charles Swart, Stephanus Petrus le Roux et Eric Louw) afin de maintenir l'unité du parti. Il offre également le poste de ministre des finances à Nicolaas Havenga, le chef du parti Afrikaner. Havenga allait déployer envers Malan la même loyauté qu'il avait manifestée envers Hertzog et devenir l'un de ses amis personnels.

## Du HNP au parti national
En 1951, le parti national reprend son nom historique à la suite de la fusion entre le parti afrikaner et le HNP. 
À la fin de la législature en 1953, le gouvernement aura fait approuver les principales lois de l'Apartheid, fait déclarer illégal le parti communiste sud-africain et toute organisation assimilée à un mouvement communiste. Il aura aussi fait un pas vers la République en abolissant le droit d'appel au Conseil privé britannique, en adoptant une loi sur la nationalité et citoyenneté sud-africaine et mettant fin à la double allégeance envers la Grande-Bretagne et l'Afrique du Sud.